# Königskerzen-Zünsler

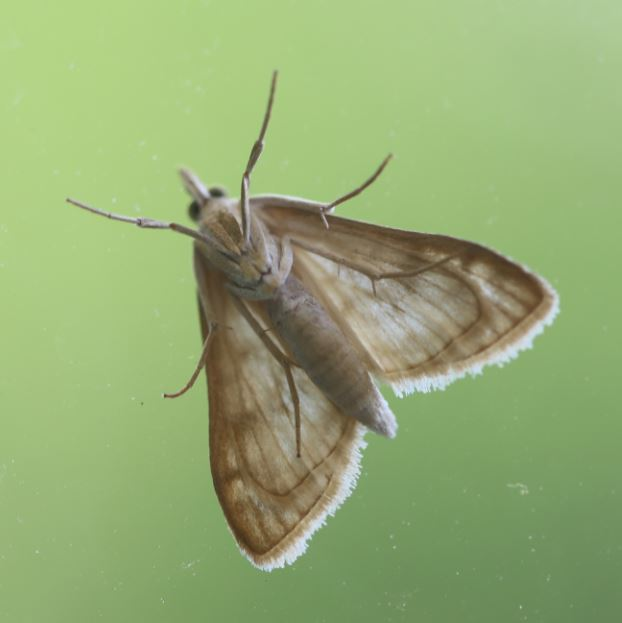
Ventralansicht

Der Königskerzen-Zünsler (Paracorsia repandalis) ist ein in Mitteleuropa heimischer und wenig häufiger Kleinschmetterling aus der Familie der Crambidae.

## Merkmale
Die Schmetterlinge besitzen eine Flügelspannweite von 17–22 mm. Die cremefarbenen Vorderflügel weisen ein charakteristisches hellbraunes Streifenmuster auf. Die Hinterflügel sind weißlich und ebenfalls mit einem hellbraunen Streifenmuster versehen. Die Raupen sind weißlich gelb mit mehreren Reihen mittelgroßer schwarzer Flecke. Die Kopfkapsel ist orange.

## Verbreitung
Die Art ist in der westlichen Paläarktis heimisch. Sie kommt in Mittel- und in Südeuropa vor. In England ist die Art ebenfalls vertreten. Sie fehlt jedoch in Dänemark und in Skandinavien. In Nordamerika wurde die Art eingeschleppt. Ein erster Fund stammt aus dem Jahr 2010 im US-Bundesstaat Indiana. In Deutschland tritt die Art nur regional auf.

## Lebensweise
Den Königskerzen-Zünsler findet man an Magerwiesen-Standorten mit Königskerzen-Bewuchs. Die Art bildet zwei Generationen im Jahr aus. Die Flugzeit dauert von Juni bis September. Zu den Wirtspflanzen gehören verschiedene Vertreter der Gattung der Königskerzen (Verbascum). Zu diesen zählen folgende Arten: die Großblütige Königskerze (Verbascum densiflorum), Verbascum giganteum, die Mehlige Königskerze (Verbascum lychnitis), die Schwarze Königskerze (Verbascum nigrum), die Windblumen-Königskerze (Verbascum phlomoides) und die Kleinblütige Königskerze (Verbascum thapsus). Die Raupen fressen an den Blütenköpfen der Wirtspflanzen.
Zur Überwinterung spinnen sie sich ein Gespinst am Boden. Im späten Frühjahr findet die Verpuppung statt.